# Goudaea
Goudaea é um género de plantas com flores pertencentes à família Bromeliaceae.
A sua área de distribuição nativa encontra-se em Trinidad, Colômbia e Peru.
Espécies:
- Goudaea chrysostachys (É.Morren) W.Till & Barfuss
- Goudaea ospinae (H.Luther) W.Till & Barfuss